# فرودگاه راسکیلد
فرودگاه راسکیلد (به انگلیسی: Roskilde Airport) (به زبان بومی: Københavns Lufthavn, Roskilde) یک فرودگاه همگانی با کد یاتا RKE است که یک باند فرود آسفالت دارد و طول باند آن ۱۵۰۰ متر است. این فرودگاه در شهر راسکیلد کشور دانمارک قرار دارد و در ارتفاع ۴۵ متری از سطح دریا واقع شده است.

## شرکت‌های هواپیمایی و مقصدهای پروازی
| شرکت‌های هواپیمایی | مقصدهای پروازی           |
| ----------------- | ------------------------ |
| کپنهاگ ایرتاکسی   | Anholt، لسو              |
| Starling Air      | Ærø، Ringsted، Svendborg |

In 2002 the Ministry for Foreign Affairs Of Denmark reported that رایان‌ایر was in discussions with the airport about beginning scheduled service to استانستد لندن. It was believed that the location close to the centre of کپنهاگ would draw the airline. The talks eventually came to nothing and رایان‌ایر has not stated interest since. In October 2014, Ryanair announced plans to base aircraft at the larger کپنهاگ from March 2015 instead.